# Compañía 593
Compañía 593 es una telenovela ecuatoriana, producida por José Romero y dirigida por Lucho Aguirre para Ecuavisa, en el 2022. La telenovela es una historia original de comedia dramática, la cual aborda la vida de los bomberos y los riesgos que enfrentan. Su primera temporada se estrenó el 27 de septiembre de 2022, en el horario de las 21:00 hrs y finalizó el 20 de diciembre de 2022. Se confirmó una segunda temporada, estrenada el 22 de marzo de 2023 y finalizada el 20 de junio de 2023.
Está protagonizada por Pamela Sambrano y Diego Álvarez "Don Day", junto con Andrés Salvatierra, Iñaki Moreno, María Fernanda Pérez, María Emilia Cevallos, Renata Salem y Orlando Quiñonez en los roles antagónicos; acompañados por Martín Calle, Alejandra Paredes, Emerson Morocho, Issam Eskandar, Fabiola Véliz, Emma Guerrero,  Maricela Gómez y Santiago Naranjo.

## Trama

### Primera temporada
Detrás de un bombero hay una vida interesante que contar, todos los héroes tienen una, pero... ¿ellos lo son realmente? 
Esta historia se desarrolla en una estación de bomberos de la ciudad donde una singular brigada , 'La compañía 593' acoge a bomberos voluntarios y de planta, que día a día enfrentan situaciones al límite para servir a la ciudadanía con ingeniosos y divertidos recursos que colaboran con su sociedad.
Cada uno de los miembros viven sus propias historias y amores imposibles, como Nacho (Don Day) y Valentina (Pamela Sambrano), dos bomberos que esconden tras su casaca la realidad de sus vidas ocultas. Él, un ladroncillo amateur. Ella, una adinerada chica que oculta su fortuna tras su uniforme.
En la brigada también se encuentra Jesús (Martín Calle), el bombero más destacado de la compañía, quien conoce a Emilia (Alejandra Paredes) cuando hace taxi en el día, ella es esposa del poderoso empresario Fito Peláez (Iñaki Moreno) y también se siente atraída por él, pero Jesús hará todo por respetarla y ocultar su amor.
En esta estación el incendio más grande que tienen que apagar es el de sus vidas, junto a los personajes se descubrirán realidades de los bomberos y sus familias, ¿son héroes realmente, o tan solo pretenden serlo?

### Segunda temporada
Fito descubrió que Nacho es su hijo, así que este último es el medio hermano de Valentina, su novia. A pesar del gran amor que Nacho siente hacia su madre, se siente traicionado y dolido porque Inés (Maricela Gómez) guardó ese secreto durante tanto tiempo, en especial, porque sabía lo mucho que su hijo amaba a Valentina.
Inés, con el corazón roto, deberá encontrar la manera de conseguir el perdón de su hijo y considerar qué sucederá con la relación que mantiene con Benemérito (Santiago Naranjo), debido a que estaban a punto de casarse cuando Clodomira (Monserrat Benalcázar), la exesposa del jefe de los bomberos, apareció para impedir dicha unión.
Pero Fito está lidiando con otras situaciones igual de complicadas al mismo tiempo, trata de deshacerse de Fiorella (Renata Salem), su amante, y le hizo una propuesta descabellada a Jesús para que se convierta en el "marido de alquiler" de Emilia.
Pero en la desgracia de unos, otros encuentran una oportunidad. Este es el caso de Bernard (Andrés Salvatierra), Margarita (María Fernanda Pérez) y Victoria (María Emilia Cevallos). Bernard logra reanudar su relación con Valentina para casarse poco después, mientras Margarita hace todo lo posible para que Nacho se olvide de su gran amor hacia Valentina, pero no serán los únicos en intentar separar para siempre a Valentina de Nacho porque Victoria, la media hermana mayor de Valentina, también desea ganarse el corazón del protagonista, mientras pone en marcha un gran plan de venganza contra Fito y Valentina.
Zaida (Emma Guerrero) y Kike (Emerson Morocho) lo perdieron todo y ahora ella se convertirá en la salvadora de su familia, pasando límites para conseguir el bienestar de su familia.
Nacho deberá empezar a entender que su vida cambiará por completo por ser un Peláez, dejar en el pasado el amor que siente por Valentina y buscar la manera de disculpar a Inés.

## Reparto

### Principales
- Diego Álvarez como Ignacio 'Nacho' González Vaca
- Pamela Sambrano como Valentina Peláez Santana
- Martín Calle como Jesús Zapata
- Alejandra Paredes como Emilia Benalcázar de Peláez
- Iñaki Moreno como Fito Peláez
- Maricela Gómez como Inés Vaca vda. de González
- María Fernanda Pérez como Margarita Piedra
- Fabiola Véliz como Paula Rendón[7]
- Santiago Naranjo como el Capitán Benemérito Carapaz
- Issam Eskandar como Mohamed Mansour
- Emerson Morocho como Enrique 'Kike' Martínez
- Orlando Quiñonez como Silvano Sinisterra
- Josué González como León García
- Emma Guerrero como Zayda Medina de Martínez
- Andrés Salvatierra como Bernard Villas[8]
- Renata Salem como Fiorella Nader[9]
- Jomahira Ganchozo como Charito
- María Emilia Cevallos como Victoria Guzmán Santana (invitada, temporada 1; principal, temporada 2)[10]

### Recurrentes e invitados especiales
- Raquel Villamar como Maggie
- Stalin Pérez como Tito
- Danilo Estévez como el Sargento Sacoto
- Adriana Manzo como María de Lourdes Santana (invitada, temporada 1; recurrente, temporada 2)
- Gabriel Gallardo como "Baby Boom"
- Christian Ríos como "Iguana"
- Maribel Solines como la mamá de Zayda (invitada, temporada 1)
- Monserrat Benalcázar como Clodomira de Carapaz (invitada, temporada 1 y 2)
- Gabriel Garzón como Wilbran Quijije "El verídico"
- Elena Gui
- Ney Calderón
- José Northía
- Aura Arce como ella misma
- Mauricio Altamirano como él mismo

## Episodios
| Temporada | Horario (CT)                     | Episodios | Primera emisión          | Última emisión          |
| Temporada | Horario (CT)                     | Episodios | Fecha                    | Fecha                   |
| --------- | -------------------------------- | --------- | ------------------------ | ----------------------- |
| 1         | Lunes a viernes 21:00 - 22:00 h. | 58        | 27 de septiembre de 2022 | 20 de diciembre de 2022 |
| 2         | Lunes a viernes 21:00 - 22:00 h. | 62        | 22 de marzo de 2023      | 20 de junio de 2023     |

## Producción
En abril de 2022 se anunció que Ecuavisa retomaría la producción de dramatizados nacionales, tras una pausa a consecuencia de la pandemia de COVID-19 en Ecuador, siendo la telenovela Sí se puede y la temporada final del seriado 3 familias las últimas producciones realizadas por la televisora.
Las grabaciones comenzaron el 26 de abril de 2022, confirmando a Pamela Sambrano y Don Day como sus protagonistas, además de Emerson Morocho, Maricela Gómez, Fabiola Véliz y Orlando Quiñónez, como algunos de los miembros del elenco. Días después, se confirmó al actor boliviano Andrés Salvatierra, quien participó junto con Don Day en el reality show El poder del amor, dentro de la telenovela.